# Walton-on-Thames
Walton-on-Thames é uma pequena cidade do borough de Elmbridge, no condado de Surrey, no sudeste da Inglaterra.